# Герб Фігейри-де-Каштелу-Родригу
Ге́рб Фіге́йри-де-Каште́лу-Родригу — офіційний символ містечка Фігейра-де-Каштелу-Родригу, Португалія. Використовується як територіальний герб. У срібному щиті червоний лев, що спирається на задні лапи. Довкола нього внутрішня облямівка з восьми зелених листочків інжиру (порт. figueira). Щит увінчує срібна мурована містечкова корона з чотирма вежами.  Під щитом біла стрічка, на якій великими літерами напис португальською: «vila de Figueira de Castelo Rodrigo» (містечко Фігейра-де-Каштелу-Родригу).  Офіційно затверджений 11 червня 1986 року.  

## Галерея

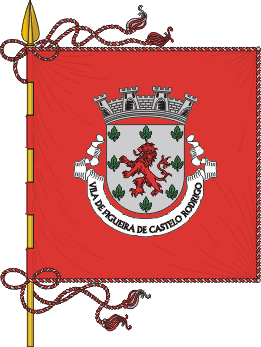
Прапор